# Paszeńki
Paszeńki (biał. Пашэнькі; ros. Пашеньки; hist Zapasiszki) – wieś na Białorusi, w rejonie wierchniedźwińskim obwodu witebskiego, około 10 km na północ od Wierchniedźwińska.
Wieś szlachecka położona była w końcu XVIII wieku w województwie połockim.

## Historia
Po I rozbiorze Polski w 1772 roku Zapasiszki, wcześniej należące do województwa połockiego Rzeczypospolitej, znalazły się na terenie powiatu drysieńskiego guberni witebskiej Imperium Rosyjskiego. 
W ciągu XIX wieku dobra te należały do większego klucza z siedzibą w Sarii, należącego do rodziny Łopacińskich.
Po ustabilizowaniu się granicy polsko-radzieckiej w 1921 roku Zapasiszki znalazły się na terenie ZSRR. Od 1991 roku znajdują się na terenie Republiki Białorusi.

## Dawny dwór
Dwór w Zapasiszkach pochodził prawdopodobnie z XVIII wieku. Był parterowy, wzniesiony z bali drewnianych, na planie wydłużonego prostokąta, z czterospadowym dachem, podwyższonym nad częścią środkową, gdzie – prawdopodobnie od strony ogrodowej (o czym świadczą dwa zachowane zdjęcia) – znajdował się ganek.
Majątek w Zapasiszkach jest opisany w 1. tomie Dziejów rezydencji na dawnych kresach Rzeczypospolitej Romana Aftanazego.

## Ludzie związani z miastem
- Edward Słoński (1872-2008) – polski poeta i pisarz
- Czesław Słoński (1890-1949) – polski poeta, publicysta, nauczyciel, działacz społeczny